# Україна на Європейських іграх
Україна на Європейських іграх була представлена тричі: в Баку в 2015, у Мінську в 2019 та Кракові в 2023 роках. На перших Європейських іграх посіла 8 загальнокомандне місце завоювавши 46 нагород. На других — третє, поступившись лише Росії та господарям змагань білорусам. На третіх — третє, поступившись командам Італії та Іспанії.

### Медалі
| Ігри        | Золото | Срібло | Бронза | Загалом | Місце |
| 2015 Баку   | 8      | 14     | 24     | 46      | 8     |
| 2019 Мінськ | 16     | 17     | 19     | 52      | 3     |
| 2023 Краків | 21     | 12     | 8      | 41      | 3     |
| Загалом     | 45     | 43     | 51     | 139     | 3     |